# Roxana Dumitrescu
Roxana Daniela Dumitrescu-Toader (Urziceni, 27 de junio de 1967) es una deportista rumana que compitió en esgrima, especialista en la modalidad de florete.
Participó en los Juegos Olímpicos de Barcelona 1992, obteniendo una medalla de bronce en la prueba por equipos (junto con Reka Lazăr-Szabo, Claudia Grigorescu, Elisabeta Tufan y Laura Badea).

## Palmarés internacional
| Juegos Olímpicos | Juegos Olímpicos   | Juegos Olímpicos  | Juegos Olímpicos    |
| Año              | Lugar              | Medalla           | Prueba              |
| ---------------- | ------------------ | ----------------- | ------------------- |
| 1992             | Barcelona (España) | Medalla de bronce | Florete por equipos |